# پارک کوکیو هیگاشی
پارک کوکیو هیگاشی (به ژاپنی: 皇居東御苑) یکی از پارک‌های  توکیو پایتخت ژاپن است. این پارک در شرق کاخ امپراتوری توکیو واقع شده‌است. این پارک به داشتن گل‌های آزالیا در فصل بهار شهرت دارد.

## رسیدن به پارک
- ایستگاه توکیو ۱۵ دقیقه تا پارک پیاده راه است.
- ایستگاه اوته‌ماچی ۵ دقیقه تا پارک پیاده راه است.
- ایستگاه تاکه‌باشی ۵ دقیقه تا پارک پیاده راه است. (竹橋駅)
- ایستگاه نیجوباشی مائه ۱۰ دقیقه تا پارک پیاده راه است. (二重橋前駅)

## نگارخانه

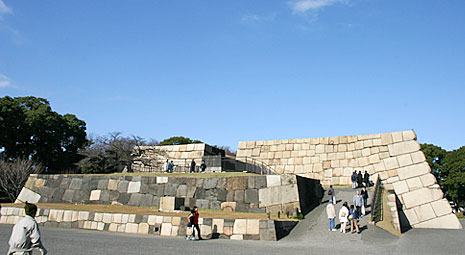
پایه‌های سنگی باقی مانده از قصر قدیمی در داخل پارک
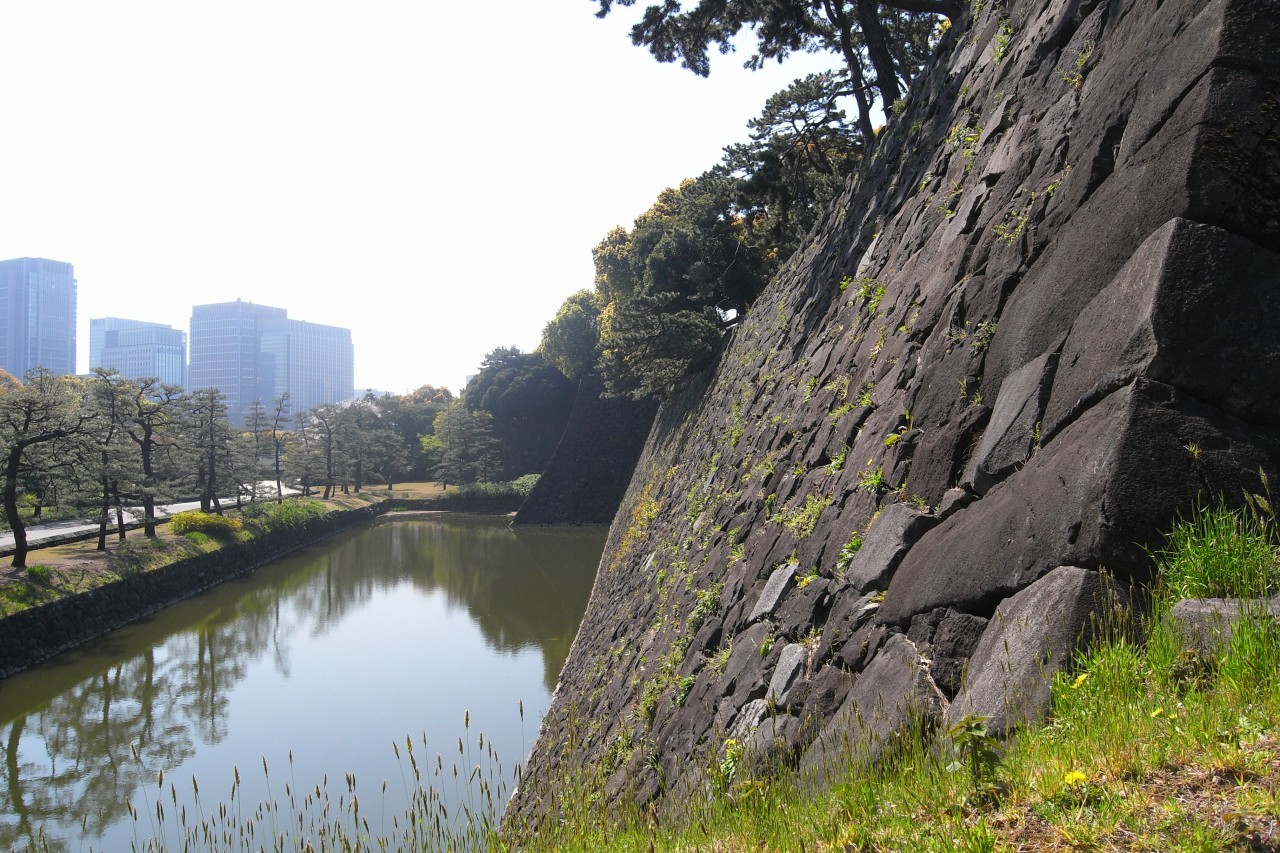
خندق دور قصر امپراتوری و پارک
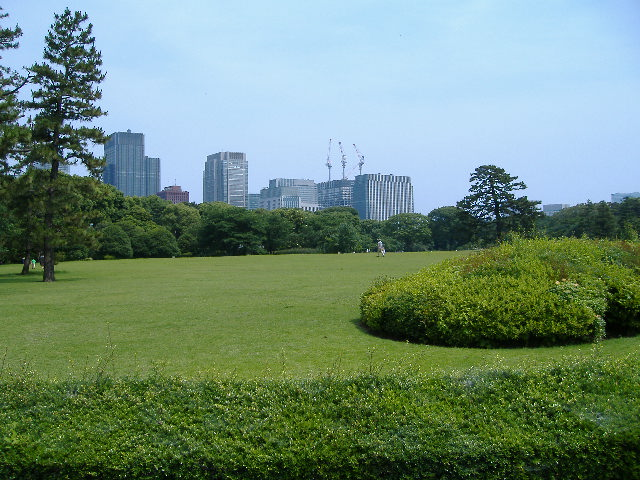
پارک کوکیو هیگاشی
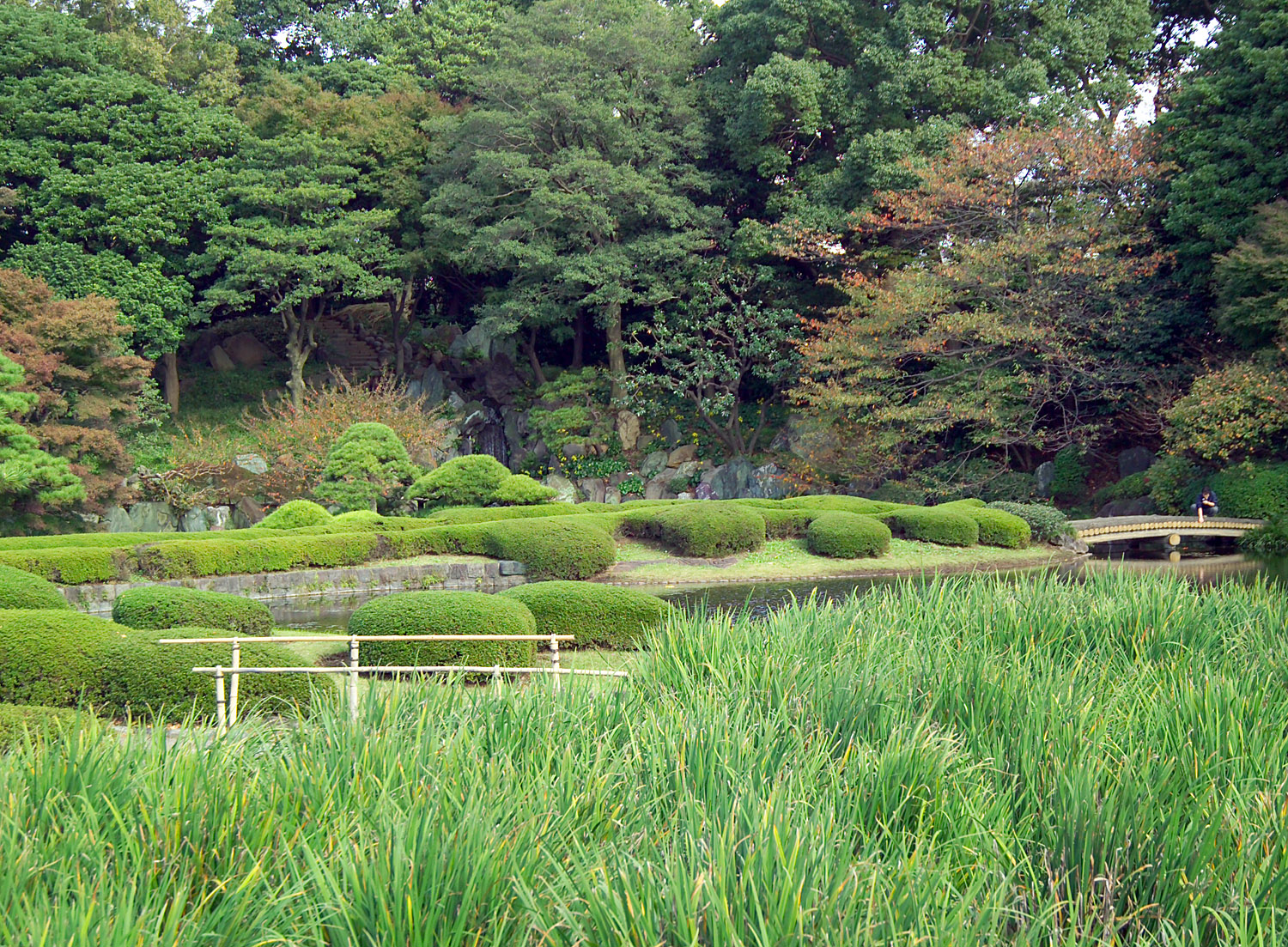
باغ به سبک ژاپنی در داخل پارک